# Ninawa
Ninawa (kurdisk: Neynewa; arabisk: نینوى; assyrisk: ܢܝܢܘܐ, Nîněwâ) er en irakisk provins, beliggende i det nordlige Irak og dækker området omkring Mosul. Ninawa, der dækker både arabisk og kurdisk område, afgrænses mod øst af floden Store Zab og mod vest af grænsen til Syrien.
Navnet Ninawa har provinsen fået af den gamle ruinhøj Nineve, der ligger ved floden Tigris, tidligere på den modsatte bred af, nu omsluttet af, byen Mosul. Nineve var en storby i det gamle Assyrien, og er nævnt i Bibelen:
| Citat                                  | Og Kusj avlede Nimrod, som var den første Storhersker på Jorden. Han var en vældig Jæger for HERRENs Øjne; derfor siger man: "En vældig Jæger for HERRENs Øjne som Nimrod." Fra først af omfattede hans Rige Babel, Erelk, Akkad og Kalne i Sinear; fra dette Land drog han til Assyrien og byggede Nineve, Rehobot-Ir, Kela og Resen mellem Nineve og Kela, det er den store By. | Citat |
| 1. Mosebog kapitel 10 om Noas oldebarn | |       |